# Ludwig Essinger
Ludwig Essinger (* 9. Januar 1881 in Heilbronn; † 5. April 1942 ebenda) war ein deutscher Arzt jüdischen Glaubens. Er stellte sein Leben in den Dienst der verbliebenen Juden Heilbronns und ging als der jüdische Armenarzt aus Böckingen in die Geschichte ein.

## Leben und Wirken
Ludwig Essinger wohnte in der Frankenbacher Straße 21 in Böckingen und arbeitete dort als Arzt. Gemäß der vierten Verordnung zum Reichsbürgergesetz wurde er jedoch 1938 aus der Ärztekammer des Gaues Württemberg-Hohenzollern ausgeschlossen und war seitdem nur noch Krankenbehandler. Während der Novemberpogrome 1938 um 1.25 Uhr und um 1.40 Uhr verwüsteten Nazis das Haus des jüdischen Armenarztes Dr. Essinger mit Granitpflastersteinen. Es wurde dabei auch geschossen. Anfang der 1940er Jahre arbeitete Essinger als Straßenkehrer. Im November 1941 wohnte er zusammen mit zehn anderen Personen in der Bergstraße 2 und arbeitete gemeinsam mit anderen Böckinger Bürgern jüdischen Glaubens in Arbeitseinsätzen in Betrieben und im Straßenbau. Am 7. Januar 1942 übernahm Essinger die leerstehende Praxis des Julius Picard an der Lauffener Str. 12 in Sontheim. Er arbeitete dort bis zu seinem Tod und betreute die Bewohner des Sontheimer israelitischen Asyls medizinisch, die im Haus des Dr. Picard wohnten und bis zum 15. November 1940 im Gebäude der Wilhelmsruhe in der Hermann-Wolff-Straße 11 untergebracht waren. Am 5. April 1942 beging Essinger durch die Einnahme von Tabletten angesichts der bevorstehenden Deportation Selbstmord.
Nach ihm wurde 1991 in Heilbronn-Böckingen die Ludwig-Essinger-Straße benannt.